# Condado de Windham (Vermont)
El condado de Windham (en inglés: Windham County), fundado en 1779, es uno de los catorce condados del estado estadounidense de Vermont. En el 2000 el condado tenía una población de 44 216 habitantes en una densidad poblacional de 22 hab/km². La sede del condado es Newfane.

## Geografía
Según la Oficina del Censo, el condado tiene un área total de 2067 km² (798,1 mi²), de la cual 2044 km² (789,2 mi²) es tierra y 23 km² (8,9 mi²) (1.18%) es agua.

### Condados adyacentes
- Condado de Windsor - norte
- Condado de Sullivan - noreste
- Condado de Cheshire - este
- Condado de Franklin - sur
- Condado de Bennington - oeste

## Demografía
En el 2000 la renta per cápita promedia del condado era de $38,204, y el ingreso promedio para una familia era de $46,989. En 2000 los hombres tenían un ingreso per cápita de $31,094 versus $24,650 para las mujeres. El ingreso per cápita para el condado era de $20,533. Alrededor del 9.40% de la población estaba bajo el umbral de pobreza nacional.

## Localidades

### Pueblos
Athens |
Brattleboro |
Brookline |
Dover |
Dummerston |
Grafton |
Guilford |
Halifax |
Jamaica |
Londonderry |
Marlboro |
Newfane |
Putney |
Rockingham |
Somerset‡ |
Stratton |
Townshend |
Vernon |
Wardsboro |
Westminster |
Whitingham |
Wilmington |
Windham 

### Villas
Bellows Falls |
Jacksonville |
Newfane |
North Westminster |
Saxtons River |
Westminster 

### Lugares designados por el censo
Brattleboro |
Putney |
West Brattleboro | 
Wilmington

### Áreas no incorporadas
Algiers |
Williamsville 